# Cymodusopsis macdunnoughi
Cymodusopsis macdunnoughi är en stekelart som beskrevs av Sanborne 1986. Cymodusopsis macdunnoughi ingår i släktet Cymodusopsis och familjen brokparasitsteklar. Inga underarter finns listade i Catalogue of Life.